# Zelk
Zelk is een kerkdorp en parochie van de stad Halen, gelegen aan de samenvloeiing van de Velp en de Demer. Het grenst aan Zelem in het noorden, aan Halen in het oosten, aan Loksbergen in het zuiden en aan Webbekom (stad Diest) in het westen. De afrit Halen van de E314/A2 ligt in het dorp. Zelk is nog sterk op landbouw gericht.

## Geschiedenis
Zelk wordt voor het eerst vermeld in 1108 als Seleche, Germaans voor zalige woonplaats. Zelk heeft etymologisch dezelfde oorsprong als Zelem dat aan de overkant van de Demer ligt. Waarschijnlijk vormden zij in het begin van de 12e eeuw één dorp aan beide oevers van de rivier.
Zelk maakte oorspronkelijk deel uit van de heerlijkheid Halen maar het werd op het einde van de 12e eeuw een eigen heerlijkheid die vanaf de 15e eeuw afhing van het kartuizerklooster van Zelem. Zelk had een schepenbank en een eigen zegel. Bij de vorming van de gemeenten na de Franse Revolutie verloor Zelk haar zelfstandigheid en werd het een deel van Halen.

## Natuur en landschap
Zelk ligt in de vallei van de Velp. Direct ten noorden van Zelk bevindt zich de samenvloeiing van Velp en Demer.

## Bezienswaardigheden
- de dorpskern uit de 18e eeuw is goed bewaard gebleven met onder andere:
  - de classicistische Sint-Pancratiuskerk uit 1767. De kerk werd uitgebreid met zijkapellen in 1939. Ook het interieur is uit de 18e eeuw.
  - de eveneens classicistische pastorie die in een ommuurde tuin staat
  - de Zelkermolen, een voormalige watermolen op de Velp
- de holle wegen.

## Bekende personen
- Dylan Teuns, Profwielrenner

## Nabijgelegen kernen
Webbekom, Halen, Zelem, Loksbergen
Deelgemeenten: Halen · Loksbergen · Zelem

Gehuchten: Blekkom · Klein-Frankrijk · Rotem · Zelk

Belgische gemeenten · Arrondissement Hasselt · Limburg · Vlaanderen